# Salash Nunatak
Salash Nunatak är en nunatak i Antarktis. Den ligger i Sydshetlandsöarna. Argentina, Chile och Storbritannien gör anspråk på området. Toppen på Salash Nunatak är 175 meter över havet.
Terrängen runt Salash Nunatak är kuperad åt nordost, men åt sydväst är den platt. Havet är nära Salash Nunatak åt sydväst. Trakten är glest befolkad. Närmaste befolkade plats är Maldonado Station, 9,8 kilometer norr om Salash Nunatak. 